# Demanti
Demanti je ispravak netočne informacije čijom su objavom povrijeđena nečija prava ili interesi. Pravo na objavu demantija (vidi više - pravo na ispravak) zajamčeno je brojnim međunarodnim ugovorima, Ustavom Republike Hrvatske i domaćim pravnim propisima među kojima je najvažniji Zakon o medijima.